# Les Jeunes Américains
Pour plus de détails, voir Fiche technique et Distribution.
Les Jeunes Américains (The Young Americans) est un film policier dramatique britannique de Danny Cannon, sorti en 1993.

## Fiche technique
Sauf indication contraire, les informations mentionnées dans cette section peuvent être confirmées par la base de données cinématographiques IMDb,  présente dans la section « Liens externes ».
- Titre original : The Young Americans
- Titre français : Les Jeunes Américains
- Réalisation : Danny Cannon
- Scénario : Danny Cannon et David Hilton
- Musique : David Arnold
  - Chanson originale Play Dead : Björk
- Photographie : Vernon Layton
- Montage : Alex Mackie
- Production : Alison Owen et Paul Trijbits
- Société de distribution : PolyGram Filmed Entertainment
- Pays de production :  Royaume-Uni
- Langue originale : anglais
- Format : couleur - 35 mm
- Genre : Drame, policier
- Durée : 103 minutes
- Dates de sortie :
  - Royaume-Uni : 8 octobre 1993

## Distribution
Sauf indication contraire, les informations mentionnées dans cette section peuvent être confirmées par la base de données cinématographiques IMDb,  présente dans la section « Liens externes ».
- Harvey Keitel (VF : Patrick Floersheim) : John Harris
- Iain Glen (VF : Jean-François Vlérick) : Edward Foster
- John Wood (vf : Raymond Gerome) : Richard Donnelly
- Terence Rigby (vf : Sady Rebbot) : Sidney Callow
- Keith Allen : Jack Doyle
- Craig Kelly (VF : Thierry Ragueneau) : Christian O'Neill
- Thandiwe Newton : Rachael Stevens
- Viggo Mortensen : Carl Frazer

 Source et légende : version française (VF) sur RS Doublage